# Rai Radio 3
Rai Radio 3 è la terza emittente radiofonica pubblica italiana, di proprietà della Rai. Attualmente il canale è diretto da Andrea Montanari.

## Storia

### Gli inizi
La radio italiana nasce ufficialmente il 6 ottobre 1924, alle ore 21, con l'annuncio di Maria Luisa Boncompagni della prima trasmissione, in onde lunghe, dell'Unione Radiofonica Italiana (URI). Inizialmente, i programmi sono limitati a musica classica, bollettini meteorologici e notizie di borsa. L'URI, nata da un accordo tra le maggiori compagnie del settore, aveva il monopolio delle trasmissioni radiofoniche in Italia. Ben presto, la radio divenne uno strumento di propaganda del regime fascista. L'Agenzia Stefani, fedele a Mussolini, forniva le notizie che venivano trasmesse, garantendo un controllo stretto sull'informazione. Con la trasformazione dell'URI in Ente Italiano per le Audizioni Radiofoniche (EIAR) nel 1928, la radio si affermò come un potente mezzo di comunicazione di massa a disposizione del regime. Nonostante il controllo politico, la radio si diffuse rapidamente in tutto il Paese. Vennero aperte nuove stazioni a Milano, Napoli e Torino, e si iniziò a sperimentare nuove forme di trasmissione, come i collegamenti da treni e aerei. L'EIAR cercò di coniugare informazione, divertimento e propaganda politica, conquistando un pubblico sempre più vasto. Nel 1933, il regime promosse la diffusione della radio nelle zone rurali con la Radiorurale, un ricevitore a basso costo destinato a scuole e istituti governativi. Questo progetto permise a milioni di italiani di entrare in contatto con la lingua italiana standard e con i contenuti radiofonici.

#### L'uccellino della radio
L'uccellino della radio era un dispositivo meccanico a soffietto, utilizzato fin dagli esordi per riempire i tempi vuoti durante le trasmissioni radiofoniche. Questo strumento prendeva il nome dal suono che emetteva, una sequenza di quattro note che ricordava il cinguettio di un uccellino. Il suo vero nome era "segnale di intervallo". Veniva utilizzato per dare il tempo necessario ai tecnici per eseguire le operazioni di inversione, cioè il collegamento a una nuova sorgente di trasmissione. Il meccanismo era contenuto in una cassetta posta sul tavolo degli annunciatori. Dopo aver annunciato la fine della trasmissione, l'annunciatore attivava l'apparecchio, e il suono veniva captato dal microfono e trasmesso. All'epoca, le operazioni di cambio sede erano manuali e complesse, e un errore poteva provocare fischi fastidiosi, con conseguenti multe per il tecnico. Dopo alcuni errori significativi, si propose di registrare il suono su disco. Con l'introduzione dei supporti magnetici, il compito di far "cinguettare" l'uccellino passò dai tecnici agli annunciatori, ma quel fascino non era più lo stesso. Il meccanismo originale è ancora conservato al Museo della RAI di Firenze.

### Il periodo bellico
La guerra d'Etiopia del 1935 segna una svolta nell'utilizzo della radio in Italia: le cronache di guerra diventano un nuovo genere radiofonico, trasmettendo la propaganda del regime in tempo reale; allo stesso tempo, la radio copre eventi sportivi come i Mondiali di calcio, consolidando il suo ruolo di mezzo di comunicazione di massa: nasce la cosiddetta diretta. Con l'espansione coloniale, la radio italiana raggiunge l'Estremo Oriente e le Americhe, diffondendo la propaganda fascista a livello internazionale. Nonostante l'uso politico, la radio si afferma anche come mezzo di intrattenimento familiare. La programmazione viene studiata per coinvolgere un pubblico sempre più ampio, e il numero di abbonati cresce rapidamente. La diffusione di apparecchi radio economici, come il Radiomarelli Balilla, contribuisce a rendere la radio accessibile a tutti.
Con l'entrata dell'Italia nella seconda guerra mondiale, il 23 giugno 1940, la radio diventa uno strumento di propaganda ancora più potente, tutti i programmi sono dedicati a sostenere lo sforzo bellico e a diffondere i messaggi del regime. Tuttavia, la crescente difficoltà della guerra e la diffusione di notizie contrastanti minano la credibilità della propaganda fascista. L'ascolto clandestino delle emittenti alleate diventa sempre più diffuso, mettendo in discussione l'egemonia della radio italiana. La diffusione di voci alternative contribuisce a indebolire il consenso al regime e a favorire la caduta del fascismo.
Tra il 1933 e il 1934 si delineano per la prima volta due reti radiofoniche nazionali. Il 17 dicembre 1933 le stazioni di Milano II e Torino II iniziano a trasmettere i programmi delle stazioni Meridionali (Roma, Napoli e Bari, fra loro collegate via cavo), mentre il 18 marzo 1934 la stazione di Roma II inizia a trasmettere i programmi delle stazioni settentrionali (Torino, Milano e Genova, anch'essi fra loro collegate via cavo): si iniziano a formare due canali radiofonici.
Le trasmissioni radiofoniche vengono unificate per tutte le stazioni, ma il 14 giugno 1942 riprende la programmazione separata in due canali nell'orario serale: si chiamano Programma A e Programma B.

### La RAI e l'avvento della TV
Nel 1945 il sistema radiofonico italiano viene riunificato sotto la Radio Audizioni Italia (RAI), una società a capitale privato controllata dalla Società Idroelettrica Piemonte (SIP), che organizza i trasmettitori superstiti in due reti:
- Rete Rossa, che comprende le stazioni dell'Italia centromeridionale, già gestite dal PWB e dal governo
- Rete Azzurra, che comprende le stazioni dell'Italia settentrionale, prima gestite dal CLN

La Rete Azzurra, con sede a Roma e uffici a Firenze, comprendeva le stazioni di Roma I, Napoli I, Bari I, Firenze, Palermo, Catania, San Remo, nonché Torino II, Milano II e Genova II.
Dalla conclusione della Seconda Guerra Mondiale all'introduzione della televisione, la radio in Italia ha subito una profonda trasformazione. Nel 1949 la RAI riuscì a ricostruire completamente in appena quattro anni i trasmettitori danneggiati durante il conflitto. Nel 1951, la dirigenza decise di ristrutturare la programmazione, un processo preceduto nel 1950 dall'istituzione della rete culturale: il Terzo Programma, veniva trasmesso tramite la nuova rete a modulazione di frequenza. Nel dicembre 1951, furono istituiti i tre Programmi Nazionali. Nel 1954 iniziarono le trasmissioni televisive e Radio Audizioni Italia fu ribattezzata RAI - Radiotelevisione Italiana. Sebbene la radio venisse messa in ombra dal nuovo mezzo televisivo, non scomparve ma si trasformò e si adattò occupando nuove fasce orarie: mentre la TV divenne l'inevitabile appuntamento della prima serata, la radio ampliò la sua offerta per rimanere "accesa" 24 ore su 24, sviluppando una programmazione notturna. I nuovi programmi radiofonici miravano a catturare sempre più l'attenzione del pubblico giovanile e delle casalinghe, di conseguenza il palinsesto si adeguò alla concorrenza dei programmi televisivi, evidenziando le differenze tra i due mezzi. Quegli anni furono caratterizzati dal boom economico, dall'automobile che non era più un privilegio di pochi e dalla diffusione dell'autoradio. La radio divenne simbolo di libertà, la colonna sonora del desiderio di movimento. Per la radiofonia italiana fu come una seconda giovinezza.

### Terzo Programma
Negli anni '50, l'attuale Radio 3 nacque ufficialmente con il nome di Terzo Programma, debuttando alle 21:00 di domenica 1º ottobre 1950. Seguendo il modello di esperienze simili come il BBC Third Programme (1946) e il RDF Programme National (1946), il canale si presentava come un'emanazione culturale, destinata a un pubblico colto e raffinato.

### Radio 3
Nel 1975, in concomitanza con la riforma della RAI, il canale subì un restyling e assunse il nome attuale Radio 3. Dalla sua creazione, Radio 3 si è distinta per l'uso della modulazione di frequenza (FM), una tecnologia all'avanguardia per l'epoca, che garantiva una migliore qualità del suono. Nonostante ciò, il segnale veniva trasmesso anche attraverso onde corte e una rete di impianti a onde medie (AM), successivamente dismessi.
Negli anni '80, la qualità sonora della rete migliorò ulteriormente con l'introduzione di un sistema di processamento del suono a due bande, che consentì un maggiore rispetto della fedeltà audio, elemento cruciale per i contenuti trasmessi, come musica orchestrale, lirica e programmi parlati. Tuttavia, negli anni 2000, l'adozione di un sistema multibanda portò a un cambiamento del suono distintivo del canale, alterando la qualità timbrica e dinamica delle trasmissioni, a discapito della fedeltà originaria.
Nel corso degli anni successivi al 2020, Radio 3 ha adottato nuove tecnologie che hanno permesso un ritorno a una maggiore qualità sonora, rispettando le dinamiche e i contenuti trasmessi, specialmente nella rete FM e DAB+.

## Palinsesto
Radio 3 è un canale tematico, dedicato alla cultura e all'approfondimento. Trovano ampio spazio nella programmazione appuntamenti con la musica colta, le letterature classiche e moderne, la storia, l'economia, la filosofia, la religione, la mitologia, l'arte, il cinema, la scienza. Anche l'informazione ha un taglio critico e analitico, dedicando attenzione alle cronache nazionali e internazionali, ai temi delle scienze e della società. Attualmente la proposta è diventata più divulgativa. In passato, sulla rete, non veniva trasmessa la pubblicità. Le trasmissioni sono realizzate dalla struttura Radio Rai.
Non mancano spazi per il notiziario (denominato GR3), trasmesso durante la giornata in tre edizioni estese alle ore 8.45, 13.45 e 18.45 di durata pari a circa 15 minuti e tre edizioni brevi alle ore 6.45, 10.45 (solo da lunedì a venerdì) e 16.45, di durata pari a circa 5 minuti.
Inoltre il canale trasmette gli eventi di Euroradio, un network di radio pubbliche europee che trasmettono musica classica e jazz, ed eventi culturali.
Ha trasmesso una delle più longeve strisce quotidiane di musica classica, Concerto di ogni sera, poi Concerto della sera, andato in onda dal 4 gennaio 1953 al dicembre 1977, intorno alle 19:15. Precedentemente andava in onda dal 1951 Concerto d'apertura alle 20:30; successivamente prese posto Spazio Tre.

### Programmazione
- A3, il formato dell'arte
- Alza il volume - trasmissione di jazz e world music
- Ad alta voce
- Battiti
- Chiodo fisso
- Concerto (trasmissione quotidiana di concerti)
- Domenica in concerto
- Fahrenheit
- Sei Gradi
- Hollywood Party
- I concerti del mattino
- Il cantiere
- Il Dottor Djembè
- L'idealista
- Momus
- Pagina 3
- Piazza Verdi
- Prima pagina - rassegna stampa critica dei quotidiani condotta da giornalisti delle principali testate italiane
- Radio 3 Suite articolato in:
  - Almanacco di Ieri
  - Arte
  - Architettura
  - Cartellone
  - Fotografia
  - La Stanza della Musica
  - La poesia
  - Opera
  - Il nostro passato
  - Prima fila
- Qui comincia
- Radio 3 Mondo
- Radio3 scienza
- Tre colori
- Tre Soldi - i documentari di Radio3
- Tutta la città ne parla - programma in cui gli ascoltatori propongono e discutono di tematiche d'attualità
- Uomini e profeti di Gabriella Caramore e Paolo De Benedetti
- Wikiradio
- Zazà - contenitore culturale di arti, spettacolo, letteratura e musica in onda ogni domenica alle 15 dalla sede Rai di Napoli
- Classico notturno

### Notiziari e rubriche
|                  | Orario                              | Orario                              |
| Lunedì - Venerdì | Sabato e domenica                   |                                     |
| ---------------- | ----------------------------------- | ----------------------------------- |
| GR3              | 6:45 - 8:45 - 13:45 - 16:45 - 18:45 | 6:45 - 8:45 - 13:45 - 16:45 - 18:45 |
| GR3              | 10:45                               |                                     |
| Meteo Radio      | 9:00 - 10:45                        | 9:00 - 10:45                        |
| Meteo Radio      | 13:55 -16:50 - 19:00                | 6:50 - 15:00                        |
| Ondaverde        | 6:48 - 8:39 - 13:56 - 16:49 - 19:49 |                                     |

## Conduttori storici e attuali
- Massimo Acanfora Torrefranca
- Francesco Antonioni
- Antonio Audino
- Piero Baldini
- Guido Barbieri
- Giuliano Boccali
- Gianfranco Bonola
- Oreste Bossini
- Nicola Campogrande
- Federico Capitoni
- Fabio Cifariello Ciardi
- Cappa e Drago
- Edoardo Camurri
- Gabriella Caramore
- Stefano Catucci
- Maurizio Ciampa
- Felice Cimatti
- Lella Costa
- Michele Dall'Ongaro
- Luca Damiani
- Claudio De Tommasi
- Franco Fabbri
- Antonella Ferrera
- Giulio Fossa
- Giacomo Fronzi
- Tommaso Giartosio
- Emanuele Giordana
- Loredana Lipperini
- Pierfrancesco Listri
- Valentina Lo Surdo
- Anna Menichetti
- Marco Mauceri
- Rossella Panarese
- Irena Panozzi
- Emanuele Pappalardo
- Jacopo Pellegrini
- Andrea Penna
- Enrico Pirondini
- Arrigo Quattrocchi
- Tommaso Ragno
- Nunzio Fabrizio Rotondo
- Pino Saulo
- Marino Sinibaldi
- Luigi Spinola
- Arturo Stalteri
- Enrico Stinchelli
- Massimo Somaglino
- Piero Sorrentino
- Francesco Spagnolo
- Michele Suozzo
- Elena Tavani
- Paolo Terni
- Antonia Tessitore
- Elisabetta Tola
- Silvia Toso
- Guido Zaccagnini

## Direttori
| Direttore           | Anno      |
| ------------------- | --------- |
| Alberto Mantelli    | 1950-1951 |
| Cesare Lupo         | 1951-1962 |
| Leone Piccioni      | 1962-1969 |
| Giuseppe Antonelli  | 1969-1976 |
| Enzo Forcella       | 1976-1986 |
| Fabio Borrelli      | 1986-1987 |
| Paolo Gonnelli      | 1987-1993 |
| direzione Radio Rai | 1994-1999 |
| Roberta Carlotto    | 1999-2002 |
| Sergio Valzania     | 2002-2009 |
| Marino Sinibaldi    | 2009-2021 |
| Andrea Montanari    | dal 2021  |

## Loghi

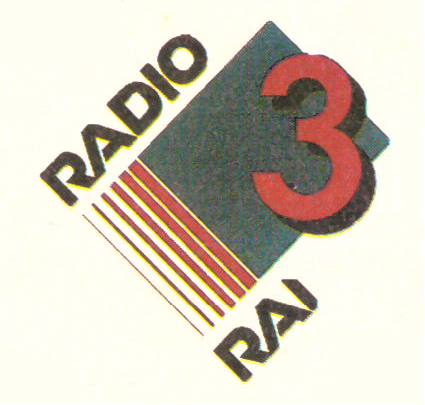
1991-1994
1994-1997
1997-2000
2000 - 18 maggio 2010
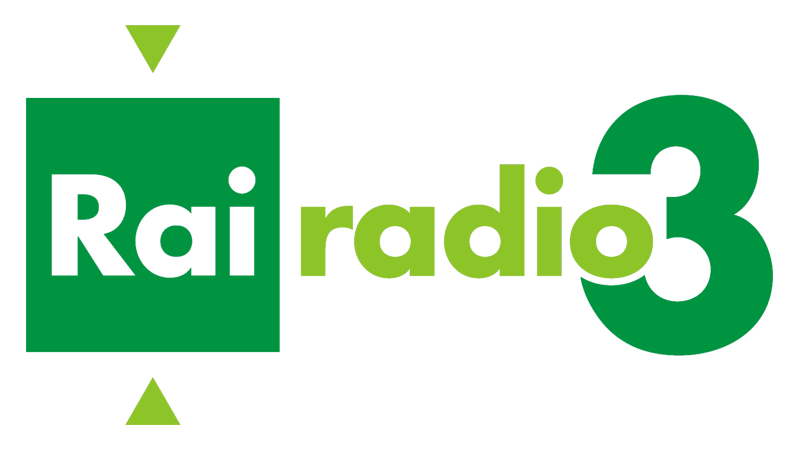
18 maggio 2010 - 2014
2014 - 18 settembre 2017
In uso dal 18 settembre 2017